# 1081 Reseda
1081 Reseda là một tiểu hành tinh bay quanh Mặt Trời. Ban đầu nó có tên là 1927 QF. The numerical designation indicates this was the 1081st asteroid discovered.